# Polleniopsis himalayana
Polleniopsis himalayana är en tvåvingeart som beskrevs av Hiromu Kurahashi 1992. Polleniopsis himalayana ingår i släktet Polleniopsis och familjen spyflugor.
Artens utbredningsområde är Nepal. Inga underarter finns listade i Catalogue of Life.